# Neptis occidentalis
Neptis occidentalis är en fjärilsart som beskrevs av Rothschild 1918. Neptis occidentalis ingår i släktet Neptis och familjen praktfjärilar. IUCN kategoriserar arten globalt som livskraftig. Inga underarter finns listade i Catalogue of Life.